# Patience (George Michael)
Patience è il quinto ed ultimo album in studio di George Michael pubblicato nel 2004.
Nel disco vi sono anche due singoli del 2002, Freeek! e Shoot the Dog, canzone - come si evince dal celebre videoclip - esplicitamente contro l'alleanza tra il presidente degli Stati Uniti George W. Bush e il primo ministro del Regno Unito Tony Blair, soprattutto contro l'incombente guerra in Iraq del 2003.
Oltre alle due canzoni citate, uscirono come singoli Amazing (che arriva alla prima posizione in Italia e Spagna, alla seconda in Danimarca, alla terza in Canada, alla quarta in Irlanda e Regno Unito, alla sesta in Australia ed alla decima in Svizzera), Flawless (Go To The City) (seconda in Spagna, quarta in Ungheria, settima in Italia ed ottava in Danimarca e Regno Unito) e Round Here.
Il tema principale del disco è la morte: Please Send Me Someone (Anselmo's Song) è dedicata ad Anselmo Feleppa, ex-partner della popstar morto di emorragia cerebrale causata da AIDS nel 1993; My Mother Had A Brother parla della morte dello zio di Michael avvenuta il giorno della sua nascita.
Per il resto si ricordano Cars And Trains, American Angel e, soprattutto, John And Elvis Are Dead in cui Michael menziona i suoi idoli John Lennon e Elvis Presley.
Patience è stata composta e registrata sul pianoforte che fu di John Lennon (acquistato da George all'asta e poi donato al museo che espone una mostra stabile su Lennon).

## Tracce
1. Patience
2. Amazing
3. John and Elvis Are Dead
4. Cars And Trains
5. Round Here
6. Shoot the Dog
7. My Mother Had A Brother
8. Flawless (Go to the City)
9. American Angel
10. Precious Box
11. Please Send Me Someone (Anselmo's Song)
12. Freeek!
13. Through
14. Patience (Reprise)

## Classifiche
| Classifica (2004) | Posizione massima |
| ----------------- | ----------------- |
| Australia         | 2                 |
| Austria           | 3                 |
| Belgio (Fiandre)  | 5                 |
| Belgio (Vallonia) | 4                 |
| Canada            | 4                 |
| Danimarca         | 1                 |
| Europa            | 1                 |
| Finlandia         | 3                 |
| Francia           | 4                 |
| Germania          | 1                 |
| Grecia            | 2                 |
| Irlanda           | 2                 |
| Italia            | 1                 |
| Norvegia          | 11                |
| Nuova Zelanda     | 2                 |
| Paesi Bassi       | 1                 |
| Polonia           | 1                 |
| Portogallo        | 5                 |
| Regno Unito       | 1                 |
| Spagna            | 4                 |
| Stati Uniti       | 12                |
| Svezia            | 1                 |
| Svizzera          | 2                 |
| Ungheria          | 2                 |